# 洛吉·吉尔松
洛吉·吉尔松（1982年10月10日—），冰岛男子手球运动员。他曾代表冰岛国家队参加2008年夏季奥林匹克运动会男子手球比赛，结果获得一枚银牌。